# Johan Titelius
Johan Titelius, nebo též Johannes Titelius, či Johann Titel (*? v Jáchymově – 1626 v Rügenwalde) byl německý evangelicko-luteránský duchovní a dramatik.

## Dílo
- Jephtes sive Votum. Ein newe Tragoedia, von dem Gelübde Jephtae des neunden Richters in Israel (volná adaptace hry Georga Buchanana; 1592)